# Gantulgyn Altanbagana
Gantulgyn Altanbagana (mong. Гантулгын Алтанбагана; ur. 21 czerwca 1995) – mongolski judoka. Olimpijczyk z Tokio 2020, gdzie zajął siedemnaste miejsce w wadze średniej.
Piąty na mistrzostwach świata w 2021 i siódmy w 2017; uczestnik zawodów w 2018, 2019, 2022 i 2023. Startował w Pucharze Świata w latach 2012-2014 i 2016. 
Wicemistrz igrzysk azjatyckich w 2018 i piąty w 2022. Drugi na mistrzostwach Azji w 2024 i trzeci w 2022, a także na mistrzostwach Azji Wschodniej w 2014. Piąty na igrzyskach wojskowych w 2109. Wygrał wojskowe MŚ w 2016 roku.

## Letnie Igrzyska Olimpijskie 2020
| Konkurencja | Eliminacje                      | Klas. końcowa |
| Konkurencja | Przeciwnik I                    | Miejsce       |
| ----------- | ------------------------------- | ------------- |
| 90 kg       | Nikoloz Sherazadishvili (ESP) P | 17.           |